# 松尾幸政
松尾 幸政（まつお ゆきまさ）は、島根県隠岐郡西郷町出身のプロ野球選手（投手）。近鉄バファローズに所属していた。

## 来歴・人物
西郷町立西郷小学校、西郷町立西郷中学校から出雲西高等学校に進学。1975年春季中国大会県予選決勝に進むが、大田高に敗退。同年のドラフト会議で近鉄に6位指名されて入団。隠岐出身で唯一のドラフト指名された野球選手となった。
入団2年目には、西本監督の秘密兵器と称され、巨人とのオープン戦にも登板した。1977年3月、練習時に頭部に打球を受け瀕死の重傷を負うが、奇跡の復活を果たす。しかし結局公式戦での一軍登板はないまま1983年限りで引退した。

## 詳細情報

### 年度別投手成績
- 一軍公式戦出場なし

### 背番号
- 58 （1976年 - 1983年）